# Kruis voor Oorlogsverdienste (Baden)
Het Kruis voor Oorlogsverdienste, (Duits: "Kriegsverdienstkreuz"), werd tijdens de Eerste Wereldoorlog uitgereikt. Het kruis is een kruis van Malta met niet-geëmailleerde armen. Het uit twee stukken metaal vervaardigde kruis is op een lauwerkrans gelegd en draagt een centraal medaillon van een lichter metaal met een afbeelding van de gekroonde griffioen, het wapendier van het Groothertogdom Baden.
Men verleende het kruis voor verdienste aan het thuisfront.
Men droeg het kruis aan een lint op de linkerborst. In het begin van de oorlog was het kruis van verguld brons, toen Duitsland door de zeeblokkade een steeds nijpender tekort aan grondstoffen kreeg ging men over op verguld "wit metaal", een goedkope zinklegering.